# La femme en bleu
La Femme en bleu è un film del 1973 diretto da Michel Deville.

## Trama
Pierre Laurent, un brillante musicologo quarantenne, resta colpito da una sconosciuta che ha visto di sfuggita. Pierre va alla ricerca della donna con l'aiuto dapprima del suo amico Edmond e in seguito con l'aiuto della stessa amante di Pierre, Aurélie. La donna sconosciuta ossessiona talmente Pierre da indurlo al suicidio.
La donna misteriosa è interpretata da Marie Lasas, un'attrice tanto somigliante a Lea Massari, interprete di Aurélie, da essere stata confusa con lei da alcuni critici cinematografici. Il protagonista evidentemente preferisce il sogno a una realtà, identica allo stesso sogno, ma che è incapace di riconoscere.